# Herwibre
Herwibre was een oud-Egyptische koning (farao) in de tweede tussenperiode. Hij geldt als veertiende heerser van de 14e dynastie en regeerde in de 17e eeuw v.Chr.
Herwibre was de opvolger van Awtibre en werd opgevolgd door Nebsenre.

## Bron
- Narmer.pl